# William Still
Pour les articles homonymes, voir Still.
William Still (novembre 1819 ou le 7 octobre 1821 - 14 juillet 1902) est un abolitionniste, "conducteur" du Chemin de fer clandestin, historien, écrivain et militant des droits civiques.

## Biographie

### Enfance
La majorité des sources historiques établit la date de naissance de William Still au 7 octobre 1821 ; il a cependant lui-même déclaré la date de novembre 1819 lors du recensement de 1900. Né dans le comté de Burlington (New Jersey), il est le fils de Sidney et Levin Still, d'anciens esclaves venus dans le New Jersey depuis la côte est du Maryland.
Le père de William est le premier de la famille à déménager au New Jersey après avoir acheté sa liberté. Plus tard, parvenue à s'échapper, Sidney rejoint son mari avec leurs quatre enfants. Reprise par des chasseurs d’esclaves, elle est ramenée à ses anciens maîtres, mais s'échappe une deuxième fois, avec seulement ses deux filles ; les deux fils qu'elle a laissés derrière elle sont vendus à des planteurs de l’Alabama. Elle prend pour échapper à ses poursuivants le nom de Charity.

### Carrière
En 1844, William Still s'installe à Philadelphie où il travaille comme employé de la  Pennsylvania Society for Promoting the Abolition of Slavery (« Société contre l'esclavage de Pennsylvanie ») dont il devient le premier membre afro-américain. Il s’implique dans l’hébergement des esclaves fugitifs qui transitent par la ville avant de rejoindre le Canada et est même désigné à la tête d'un comité de vigilance destiné à aider les esclaves fugitifs atteignant Philadelphie après l’adoption de la loi sur les esclaves fugitifs de 1850,. Son engagement public fait de lui l'un des leaders de la communauté afro-américaine de la ville.
Souvent appelé le « Père du Chemin de fer clandestin », Still aide jusqu'à 60 esclaves par mois à s'évader vers le Nord. Découvrant un jour que l’homme qu’il héberge n’est autre que son frère, Peter Still, vendu en Alabama avant la seconde évasion de sa mère, il se fait un devoir de récolter et de conserver scrupuleusement les informations concernant les fugitifs auxquels il fournit son aide. Il interviewe chaque personne et prend des notes soigneuses, rédigeant une brève biographie et notant la destination de la personne, avec les noms d'emprunts qu'il pouvait adopter. Sa démarche vise en premier lieu à permettre aux familles séparées d’espérer un jour se réunir. Elle lui permet de réunir un matériau considérable qu’il exploita pour rédiger un livre, The Underground Rail Road Records, qui fait la chronique des histoires et des méthodes de 649 esclaves échappés vers la liberté. Son frère Peter avait déjà collaboré avec Kate Pickard à l'écriture d'un livre relatant ses expériences, paru sous le titre The Kidnapped and the Ransomed (1856).
Son activité ne se limita pas à l'abolitionniste. Il initie notamment en 1859 une campagne publique contre la ségrégation raciale dans les transports publics de Philadelphie, obtenant finalement huit ans plus tard l'interdiction d'une telle pratique.

### Vie privée
William Still et son épouse Letitia ont quatre enfants, dont Caroline Still Anderson, qui deviendra l'une des premières femmes médecins afro-américaines.

## Ouvrages
- A Brief Narrative of the Struggle for the Rights of the Colored People of Philadelphia in the City Railway Cars (1867)
- The Underground Railroad. A record of facts, authentic narratives, letters, etc., narrating the hardships, hair-breadth escarpes and death struggles of the slaves in their efforts for freedom (1872)